# كارول كالدويل جرايبنر
كارول كالدويل جرايبنر (بالإنجليزية: Carole Caldwell Graebner) مواليد 24 يونيو 1943 في بيتسبرغ - الوفاة 19 نوفمبر 2008 في نيويورك، كانت لاعبة كرة مضرب أمريكية. كما أنها إحدى بطلات الجراند سلام.

## النهائيات

### الفردي: 1 (الألقاب 0, الوصافة 1)
| النتيجة | السنة | البطولة           | المنافس في النهائي | النتيجة في النهائي |
| الوصافة | 1964  | البطولة الأمريكية | ماريا بوينو        | 1–6, 0–6           |

### الزوجي: 2 (الألقاب 2, الوصافة 0)
| النتيجة | السنة | البطولة                       | الشريك      | المنافس في النهائي                  | النتيجة في النهائي |
| الفوز   | 1965  | بطولة أمريكا المفتوحة للتنس   | نانسي ريتشي | بيلي جين كينغ كارين هنتز سوسمان     | 6–4, 6–4           |
| الفوز   | 1966  | بطولة أستراليا المفتوحة للتنس | نانسي ريتشي | مارغريت سميث كورت ليزلي تيرنر باوري | 6–4, 7–5           |

## الخط الزمني للفردي
مفتاح
| ف | ن | ن.ن | ر.ن | د# | د.م | ل | أ.أ | ت | غ | ب | ف | ذ | م.خ | ل.ت |

(ف) فاز بالبطولة (ن) وصل النهائي (ن.ن) نصف النهائي (ر.ن) ربع النهائي (د#) الأدوار الأربعة الأولى (د.م) دور المجموعات (ل) شارك في كأس ديفيز (أ.أ) خرج من الأدوار الاولى (ت) خسر التصفيات التأهيلية (غ) غاب عن الحدث أو البطولة (ب) حصل على ميدالية برونزية (ف) حصل على ميدالية فضية (ذ) حصل على ميدالية ذهبية (م.خ) بطولة الماسترز خُفضت إلى مرتبة أقل (ل.ت) البطولة لم تعقد في السنة المعينة.
لتجنب الارتباك وازدواجية الحساب، يتم تحديث هذه المعلومات إما في نهاية البطولة، أو عندما تكون مشاركة اللاعب في البطولة قد انتهت.
| الدورة             | 1959  | 1960  | 1961  | 1962  | 1963  | 1964  | 1965  | 1966  | 1967  | 1968  | 1969  | 1970  | 1971  | 1972  | إجمالي ف/م |
| ------------------ | ----- | ----- | ----- | ----- | ----- | ----- | ----- | ----- | ----- | ----- | ----- | ----- | ----- | ----- | ---------- |
| البطولة الأسترالية | غ     | غ     | غ     | غ     | غ     | غ     | ر.ن   | ن.ن   | غ     | غ     | غ     | غ     | غ     | غ     | 0 / 2      |
| البطولة الفرنسية   | غ     | غ     | غ     | غ     | غ     | غ     | غ     | د1    | غ     | غ     | غ     | غ     | غ     | غ     | 0 / 1      |
| بطولة ويمبلدون     | غ     | غ     | غ     | د3    | د3    | د4    | د2    | غ     | د2    | غ     | د2    | د2    | غ     | د1    | 0 / 8      |
| الولايات المتحدة   | د1    | د2    | د1    | د4    | د4    | ن     | ر.ن   | غ     | د4    | د1    | د2    | د2    | د1    | غ     | 0 / 12     |
| م.ف                | 0 / 1 | 0 / 1 | 0 / 1 | 0 / 2 | 0 / 2 | 0 / 2 | 0 / 3 | 0 / 2 | 0 / 2 | 0 / 1 | 0 / 2 | 0 / 2 | 0 / 1 | 0 / 1 | 0 / 23     |

- إجمالي ف / م = إجمالي الفوز والمشاركة

## روابط خارجية
- كارول كالدويل جرايبنر على موقع رابطة محترفات التنس (الإنجليزية)
- كارول كالدويل جرايبنر على موقع الاتحاد الدولي لكرة المضرب (الإنجليزية)
- كارول كالدويل جرايبنر على موقع كأس بيلي جين كينغ (الإنجليزية)
- كارول كالدويل جرايبنر على موقع خلاصة التنس.كوم (الإنجليزية)